# Effet iris
L'effet iris ou hypothèse iris est une théorie contestée, proposée par le professeur climatosceptique Richard Lindzen en 2001 selon laquelle l'augmentation de la température de surface de la mer aux tropiques diminuerait la couverture nuageuse de cirrus, avec ainsi un renvoi accru de rayonnement infrarouge de l'atmosphère terrestre vers l'espace. 

## Article de 2001
Son étude des changements récents de couverture nuageuse, et une modélisation des effets de ce changement sur le rayonnement infrarouge qui en résulte, suggère que le renvoi de rayonnement infrarouge dans l'espace est une rétroaction négative où un réchauffement initial causerait un refroidissement de l'ensemble de la surface, alors que le consensus était que l'augmentation de la température de la surface de la mer tend à augmenter la quantité de cirrus en réduisant ce renvoi de rayonnement infrarouge, avec donc plutôt une rétroaction positive.
Depuis, d'autres scientifiques ont testé l'hypothèse qui a été très débattue tant à propos de sa réalité que de ses implications climatiques,,,,,,,,.
- Certains comme Hartman (2002) n'ont pas trouvé de preuve soutenant l'hypothèse[2].
- D'autres ont trouvé des preuves ou indices qu'un réchauffement de la surface de la mer diminue les cirrus mais sans annuler la rétroaction positive (alors que Lindzen avait initialement émis l'hypothèse d'une rétroaction négative)[11],[12]. Ainsi Roy Spencer (en) et al. en 2007, à partir de données satellites mises à jour, concluent dans le sens de l'hypothèse d'un effet iris[13].

Globalement, les chercheurs reprochent à la théorie des erreurs de méthodologie et son appui sur des hypothèses contraires aux faits connus.

## Article de 2009
Alors que la théorie est discréditée chez la grande majorités des scientifiques « mainstream », un second article est publié en 2009, tentant de prouver que  la sensibilité de la Terre aux gaz à effet de serre serait faible. Mais une fois de plus les scientifiques identifient des erreurs, notamment l'incapacité de prendre en compte des inexactitudes connues dans les mesures satellitaires utilisées. Lindzen reconnait dans une interview qu'il s'agit « d'erreurs stupides » . 

## Article de 2011
En 2011, Lindzen, avec son collègue Choi publient une réfutation des critiques principales apportées à l'hypothèse. Leur article ayant été contesté aux U.S.A., il est publié dans une revue coréenne.
L'année suivante (2012), Lindzen fit la déclaration (informelle) suivante :

« … les critiques prétendent que j'ai affirmé qu'il était possible que la rétroaction de la vapeur d'eau soit négative. Ca aurait pu être le cas, mais ce n'est pas ce que j'ai suggéré. On trouve plutôt que la rétroaction totale due aux ondes longues (à laquelle la rétroaction de la vapeur d'eau contribue, tout comme les cirrus fins de haute altitude, et ces deux facteurs sont intrinsèquement dépendants, à tel point que l'ignorance du second mène à l'ignorance du premier) est négative, et cela sans ambigüité (c'est-à-dire qu'elle a été clairement identifiée même sans délai). En fait, ceci a été confirmé par Trenberth et Fasullo (2009), qui ont trouvé dans leurs analyses que les rétroactions sont essentiellement des rétroactions d'ondes courtes. Étant donné le bruit dans la composante courte de l'onde, les affirmations selon lesquelles il existerait des rétroactions positives d'ondes courtes basées sur une simple régression sont hautement suspectes. Je suggérerais qu'appeler des tels indices "ensemble de preuves factuelles et théoriques" en faveur de la rétroaction positive de la vapeur d'eau, c'est surtout prendre ses désirs pour la réalité. Tout comme la supposée "preuve" par le modèle : c'est le modèle que nous testons; les résultats du modèle ne devraient pas être confondus avec une preuve expérimentale. Les critiques admettent la possibilité de rétroactions négatives d'ondes courtes, mais prétendent que de toute manière la plupart des modèles n'obtiennent pas de fortes rétroactions d'ondes courtes. Nombre de points important sont passés sous silence par cette affirmation apparemment innocente. L'amplification dépend de un sur la quantité (1- la somme de tous les facteurs de la rétroaction) = 1/(1-f). La défense à long terme de la rétroaction de la vapeur d'eau provient du fait qu'elle donne, dans les modèles actuels, une valeur d'environ 0,5 pour f. Cela fournit déjà un gain d'un facteur deux. Mais, de manière plus importante, si on ajoute ensuite une contribution de 0,3 à f provenant des rétroactions en ondes courtes, l'amplification bondit à cinq. Ajoutez 0,5 et elle bondit jusqu'à l'infini. C'est cette sensibilité extrême aux petites additions qui permet aux modèles de suggérer d'importants réchauffements plutôt que ceux relativement modestes associés à la rétroaction supposée de la vapeur d'eau. Comme de récentes études l'ont montré, il est probable que la rétroaction soit beaucoup plus faible qu'il n'apparaît dans les modèles actuels, de là il apparaît que la probabilité de réchauffements importants est considérablement réduite. »

En 2012, des scientifiques de l'université d'Auckland, à partir de données satellites notent que la hauteur moyenne des nuages a baissé de 2000 à 2010, ce qui pourrait être une conséquence de la réduction des cirrus de haute altitude car la hauteur moyenne globale des nuages est liée à la température globale moyenne ; en général, plus les nuages sont haut, plus la température est élevée, et vice-versa.
En 2015 une étude s'est intéressée aux effets possibles sur la pluviométrie de la modification de la composition de la haute atmosphère en cirrus, cirrostratus et nuages convectif.